# Pandeyan (Jatisrono)
Pandeyan is een bestuurslaag in het regentschap Wonogiri van de provincie Midden-Java, Indonesië. Pandeyan telt 4336 inwoners (volkstelling 2010).